# Oblężenie Rodos (88 p.n.e.)
Oblężenie Rodos – oblężenie, które miało miejsce w roku 88 p.n.e., pomiędzy armią Rodejczyków, dowodzoną przez admirała Demogarasa i rzymskiego prokonsula Luciusa Cassiusa, a armią Królestwa Pontu prowadzoną przez Mitrydatesa VI. 
Zwycięstwa króla Pontu Mitrydatesa VI nad rzeką Amnias w 89 p.n.e oraz pod Protopachium w tym samym roku doprowadziły do rozbicia większości sił Rzymu oraz jego sojuszników w rzymskiej prowincji Azji na obszarze dzisiejszej Anatolii. W roku 88 p.n.e. Mitrydates VI opanował niemal całą prowincję Azję, wydając nakaz wymordowania 80 000 mieszkańców Efezu, głównie Rzymian i Italików. Wierność Rzymowi zachowała jedynie wyspa Rodos, gdzie schroniły się niedobitki wojsk rzymskich w tym sam prokonsul Azji Lucius Cassius. Na wyspie wzmocniono obronę przygotowując się do spodziewanego ataku Pontu. Mitrydates podążył ku Rodos na czele silnie obsadzonej wojskiem floty liczącej 25 jednostek. Widząc zbliżającą się flotę króla Pontu mieszkańcy spalili przedmieścia miasta Rodos, w celu uniemożliwienia użycia ich przez Pontyjczyków do celów wojskowych. Flota Rodejczyków wpłynęła do portu a bramy miasta zostały zamknięte. Po wylądowaniu na wyspie, wojska Mitrydatesa rozpoczęły oblężenie miasta Rodos. W tym czasie Rodejczycy podejmowali wiele ataków zaczepnych zarówno z lądu jak i morza. Mimo swej małej siły flota rodyjska kilkakrotnie z powodzeniem prowadziła brawurowe wypady na znacznie potężniejszą flotę Pontu. Król Pontu oczekiwał nadchodzących wojsk z Kaunos(obecnie okolice Dalyan), mających wesprzeć lądowy atak na miasto, jednak nadchodząca z pomocą flota z piechotą Mitrydatesa na skutek złej pogody rozproszyła się, stając się łatwym celem jednego z wypadów floty rodyjskiej. Rodyjczycy zajęli i zniszczyli kilkanaście okrętów, biorąc do niewoli 400 osób.
W tej sytuacji pozbawiony pomocy Mitrydates podjął decyzję o nocnym ataku na miasto od strony lądu i morza. Przedwczesny i mało skoordynowany atak Pontyjczyków, który w dodatku został przewidziany przez Rodejczyków został odparty przez obrońców miasta. Niepowodzeniem zakończył się także ostrzał murów ze specjalnej machiny bojowej tzw. sambuki od strony morza(konstrukcja ta umieszczona była na dwóch łodziach). Machina zatonęła pod własnym ciężarem, a atak po raz kolejny był przewidziany przez Rodejczyków. Zwycięstwo zawdzięczano bogini Isis(Izydzie), której świątynia była celem ataku wojsk Pontu. Po tym ataku zrozpaczony Mitrydates VI, z powodu nadchodzących burz opuścił wyspę. Oblężenie Rodos było ostatnią bitwą w której Mitrydates brał udział jako dowódca wojsk.